# Konstantin Simonov

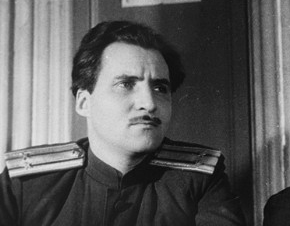
Simonov 1943 - als officier

Konstantin (Kirill) Michajlovitsj Simonov (Russisch: Константин (Кирилл) Михайлович Симонов) (Sint-Petersburg, 28 juli 1915 – Moskou, 28 augustus 1979) was een Russisch schrijver, dichter en oorlogscorrespondent.

## Leven
Tijdens de Tweede Wereldoorlog werkte Simonov als front-correspondent voor de Pravda en de Rode Ster. Simonov maakte actief deel uit van het Russische propaganda-apparaat. Na de oorlog werd hij als plaatsvervangend secretaris-generaal van de schrijversbond een vlijtig dienaar van het Sovjet-systeem. Simonov gold een beetje als een politieke kameleon, die zijn mening snel liet hangen naar de heersende opvatting. Een inzichtelijk beeld van de persoonlijk worsteling die Simonov zijn leven lang doormaakte onder de druk van het Sovjet-regime wordt gegeven in het boek “Fluisteraars; Russen onder Stalin” van historicus Orlando Figes.
Simonov ontving tijdens zijn leven hoge Sovjet-onderscheidingen zoals zes Stalinprijzen en de Lenin prijs.

## Werk
De schrijver Simonov is een exponent van het socialistisch realisme. De centrale thematiek van zijn werk is de Tweede Wereldoorlog. Bekend zijn zijn romans Herinner jij je Alesja (1941), Dagen en nachten in Stalingrad (1944) en De levenden en de doden (1959). Heroïsme van de gewone soldaat voert de boventoon, maar wordt zonder pathos gebracht, als een vanzelfsprekende daad. Simonov toont het onbarmhartige en verschrikkelijke van de oorlog maar idealiseert zijn helden. Zijn personages gedragen zich heroïsch, dapper en kameraadschappelijk; van conflicten in intermenselijke relaties is geen sprake. Dat alles geeft zijn werk iets ongeloofwaardigs. Pas in zijn tijdens de “dooi” geschreven roman Soldaten worden niet geboren (1964) durft hij ook voorzichtige kritiek te geven op het beleid van Stalin en laat hij iets doorschemeren van de sfeer van angst en wantrouwen die de oorlogsperiode kenmerkten. In zijn laatste roman, De laatste zomer (1972), laat hij die kritiek echter weer achterwege.

## Wacht op mij
Tijdens de Tweede Wereldoorlog verkreeg Simonov in Rusland bijzondere bekendheid door zijn gedicht Wacht op mij (1941), waarin een soldaat zijn geliefde vraagt op zijn terugkeer te wachten. Het groeide uit tot een nationale hymne en het lijfgedicht van de Russische frontsoldaten.

## Werken (selectie)
- Herinner jij je Alesja (1941)
- De levenden en de doden (1959)
- Soldaten worden niet geboren (1964)
- De laatste zomer (1972)
- Het zogenaamde privé-leven (1978)
- Oorlogsdagboek